# Acceso Sur a León
El Acceso Sur a León o LE-11 es una autovía española que comunica la ciudad de León, en concreto la prolongación de la Avenida Saenz de Miera, con la Autovía del Camino de Santiago y la carretera N-630 en las cercanías de la localidad de Cembranos. Con una longitud de 9,1 km, permite centralizar todos los flujos de tráfico hacia y desde la ciudad de León, mejorando las conexiones con las autovías A-231 y A-66, y las zonas más urbanas del entorno.

## Tramos
| Denominación | Tramo                              | Kilómetros | Año servicio |
| ------------ | ---------------------------------- | ---------- | ------------ |
| LE-11        | LE-30 León - A-231 N-630 Cembranos | 9,1        | 2012         |

## Descripción
La autovía está dotada de 7,8 km de autovía desde el enlace con la Ronda Sur de León en el inicio del trazado hasta el enlace con la autovía A-231.
El trazado comienza con el enlace que permite el acceso a la Ronda Sur de León. El primer enlace se localiza en el punto kilométrico 2,200 donde conecta con la carretera LE-5518.
En el punto kilométrico 5,400 se dispone un segundo enlace con la carretera que permite acceder desde Vilecha al Polígono Industrial de León. El último de los enlaces permite el intercambio de tráfico entre el Acceso Sur y la A-231.
El final del trazado se localiza en la conexión con la N-630, al norte de la localidad de Cembranos.
El tronco de la autovía está formado por dos calzadas de dos carriles de 3,5 metros cada una, arcenes exteriores de 2,5 metros e interiores de 1 metro, y separadas por una mediana de 2 a 10 metros. En los 1,3 km finales que van desde el enlace de conexión con la autovía A-231 hasta la intersección con la carretera N-630 el trazado se transforma en carretera convencional. Además se han construido 7,5 km de ramales de enlace. El trazado permite velocidades de entre 70 y 120 km/h gracias a su radio mínimo de 620 metros y su pendiente máxima del 1,5 %.

## Desarrollo de la Infraestructura
El 18 de mayo de 2007 el Gobierno de España autoriza al Ministerio de Fomento de España las obras del tramo León - Cembranos del Acceso Sur de León, tras un periodo de información pública y de redacción del proyecto por un importe de 55.338.993,87 euros.
En fecha 14 de junio de 2007, el Ministerio de Fomento de España licita las obras, siendo adjudicadas el 14 de enero de 2008 a las empresas Corsan-Corviam, Construcción, S.A. y Obras Hergon, S.A por un importe de 38.372.058 euros.
Debido a problemas surgidos con la expropiación de terrenos a los propietarios se acumulan cerca de 6 meses de retraso en el inicio de las obras.
El 24 de marzo de 2009 fue adjudicado el contrato de Control, Vigilancia y Asistencia Técnica a las empresas Omicron Amepro, S.A y Proyectos de Ingeniería 63, S.L.
Finalmente la autovía fue inaugurada el 26 de diciembre de 2012 por la ministra de Fomento Ana Pastor.